# سیارک ۳۹۲۳
سیارک ۳۹۲۳ (به انگلیسی: 3923 Radzievskij، نامگذاری:1976SN3) سه هزار و نهصد و بیست و سومین سیارک کشف شده‌است که در ۲۴ سپتامبر ۱۹۷۶ کشف شد.
قدر مطلق سیارک برابر ۱۱٫۴۰ است.